# モンクット王工科大学ラートクラバン校
モンクット王工科大学ラートクラバン校（英語: King Mongkut's Institute of Technology Ladkrabang、公用語表記: สถาบันเทคโนโลยีพระจอมเกล้าเจ้าคุณทหารลาดกระบัง）は、バンコク都ラートクラバン区に本部を置くタイ王国の国立大学。1960年創立、1964年大学設置。大学の略称はKMITL。

## 概要
タイ国の工業化進展に伴い必要となる工科系人材の主要な輩出先としての役割を担っている。また、本大学設立時より日本政府の無償資金協力及び技術協力による支援や日本の東海大学及び大学創立者・故松前重義氏の支援を多大に受けながら大学が発展している。2017年5月にタイ国内法令を整備し、第1号案件としてカーネギーメロン大学がタイにブランチキャンパスを設立。

## 沿革
- 1960年 前身の「ノンタブリ電気通信訓練センター」が設立。
- 1964年 3年制大学「ノンタブリ電気通信大学」としてタイ王国の教育機関へ移行。
- 1971年 5年制の国立大学として改編し、併せて「モンクット王工科大学ラートクラバン校」に改称。
- 1976年 修士課程を設置。
- 1982年 タイ王国初の電気工学分野の博士課程を設置。
- 2012年 創立50周年を迎える。
- 2016年4月 医学部を設置。

## 学部
言語学部（Faculty of Liberty of Arts）
- 日本語学科
- 英語学科

工学部　（Faculty of Engineering)
- 化学工学科　(Department of Chemical Engineering)
- 土木工学科　(Department of Civil Engineering)
- コンピュータ学科(Department of Computer Engineering)
- 計装制御学科(Department of Control and Instrumentation Engineering)
- 電気工学科　(Department of Electrical Engineering)
- 電子工学科　(Department of Electronics Engineering)
- 農業工学科　(Department of Agricultural Engineering)
- 食品工学科　(Department of Food Engineering)
- 生産工学科　(Department of Industrial Engineering)
- 機械工学科　(Department of Mechanical Engineering)
- 電気通信工学科(Department of Telecommunication Engineering)

建築学部(Faculty of Architecture)
- 建築学科(Department of Architecture)
- 内装建築学科(Department of Interior Architecture)
- 工業デザイン学科(Department of Industrial Design)
- コミュニケーション・アート＆デザイン学科 (Department of Communication Arts and Design) 
  - 通信設計専攻(Communication Design)
  - 映像・フィルム専攻(Film and Video)
  - 写真学専攻(Photography）
- 美術学科(Department of Fine Arts) 
  - 絵画専攻(Painting)
  - 彫刻専攻(Sculpture)
  - 製版専攻(Printmaking)
  - 都市計画学科(Department of Urban and Environmental Planning)

農学部 (Faculty of Agricultural Technology)
- 植物生産学科(Department of Plant Production Technology)
- 農学科      (Department of Agronomy)
- 園芸学科    (Department of Horticulture)
- 家畜生産技術学科(Department of Animal Production Technology)
- 畜産学科    (Department of Animal Science)
- 農業経営管理学科(Department of Agricultural Business Administration)
- 農業開発学科(Department of Agricultural Development)
- 土壌学科    (Department of Soil Science)
- 農薬管理学科(Department of Plant Pest Management)

産業教育学部(Faculty of Industrial Education)
- 工学教育学科(Department of Engineering Education)
- 建築教育学科(Department of Architecture Education)
- 農業教育学科(Department of Agricultural Education)
- 産業教育学科(Department of Industrial Education)
- 社会言語学科(Department of Language and Social)

理学部 (Faculty of Science)
- 生物学科(Department of Biology)
- 化学学科(Department of Chemistry)
- コンピュータ・サイエンス学科(Department of Computer Science)
- 数学科　(Department of Mathematics)
- 物理学科(Department of Physics)
- 統計学科(Department of Statistics)

国際学部(Faculty of International College)
- ソフトウェア・エンジニアリング学部(Department of Software Engineering)

情報技術学部 (Faculty of Information Technology)
医学部（Faculty of Medicine, King Mongkut's Institute of Technology Ladkrabang （英語））
- Teaching Hospitals
  - Sirindhorn Hospital
  - Lat Krabang Hospital

　大学院 (School of Graduate Studies)
　情報通信技術研究センター

## 他のキャンパス
- モンクット王工科大学トンブリー校（バンコク都トゥンクル区）
- モンクット王工科大学北バンコク校（バンコク都バーンスー区）

## 日本との協定校
- 東海大学
- 室蘭工業大学
- 山形大学
- 東京工業大学
- 東京農工大学
- 電気通信大学
- 北陸先端科学技術大学院大学
- 名古屋工業大学
- 中部大学
- 福岡大学
- 福岡工業大学
- 鹿児島大学
- 琉球大学
- 椙山女学園大学
- 国立高等専門学校機構
  - 釧路工業高等専門学校
  - 仙台高等専門学校
  - 富山高等専門学校
  - 舞鶴工業高等専門学校

部局間交流協定
- 建築学部と京都大学 東南アジア地域研究研究所
- 音響工学・マルチメディア学科と東京藝術大学音楽学部音楽環境創造科